# Regioni dell'Argentina
     Argentina nordoccidentale
     Chaco
     Mesopotamia
     Cuyo
     Sierras pampeanas
     Pampas
     Pampa arida
     Patagonia
     Antartide e isole dell'Atlantico meridionale

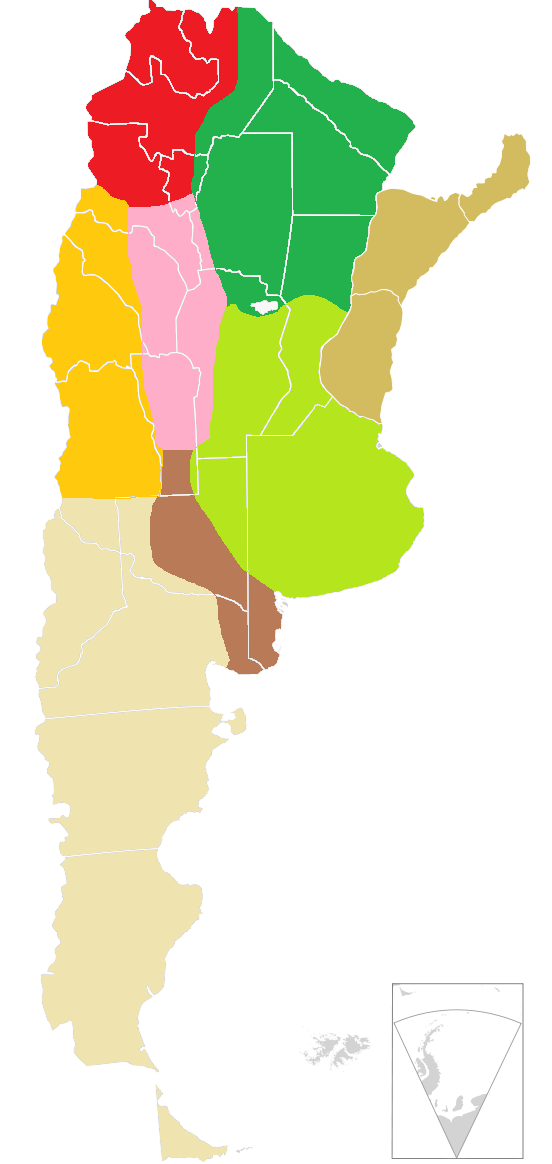
Regioni geografiche dell'Argentina:
Argentina nordoccidentale
Chaco
Mesopotamia
Cuyo
Sierras pampeanas
Pampas
Pampa arida
Patagonia
Antartide e isole dell'Atlantico meridionale.

Le province dell'Argentina vengono raggruppate in sei regioni. Le Regioni dell'Argentina non sono una suddivisione amministrativa, ma hanno carattere prettamente geografico.

## Regioni
- Argentina nordoccidentale: Jujuy, Salta, Tucumán, Catamarca
- Gran Chaco: Formosa, Chaco, Santiago del Estero
- Mesopotamia: Misiones, Entre Ríos, Corrientes
- Cuyo: San Juan, La Rioja, Mendoza, San Luis
- Pampas: Córdoba, Santa Fe, La Pampa, Buenos Aires
- Patagonia: Rio Negro, Neuquén, Chubut, Santa Cruz, Terra del Fuoco

Tuttavia ci sono diversi approcci per delimitare le regioni argentine. Ad esempio le Pampas vengono suddivise in "Pampa arida" e in Pampa umida".